# La Belle Rivière
La Belle Rivière är ett vattendrag i Kanada.   Det ligger i provinsen Québec, i den sydöstra delen av landet, 130 km öster om huvudstaden Ottawa.
Omgivningarna runt La Belle Rivière är en mosaik av jordbruksmark och naturlig växtlighet. Runt La Belle Rivière är det ganska tätbefolkat, med 83 invånare per kvadratkilometer.